# 丹霞苹果
丹霞苹果（学名： Mill. cv. Danxia），是苹果的栽培品种之一，由山西省农业科学院果树研究所苹果基地从金冠实生苗中选育得到，属于中晚熟苹果品种。1995年，丹霞苹果在晋西丘陵山区试栽，具有优质、丰产、耐贮等特征。

## 特征
丹霞苹果果实呈圆锥形，底色黄绿，有鲜红条纹。自然坐果率高，每花序平均坐果3.6个，平均单果重240克，最大可达300克。果皮薄，果肉呈黄白色，肉质细脆，含糖14.5%。丹霞苹果耐贮藏，但不如红富士，适宜在大凌河流域南部栽培。树冠相对较小，适合密植。山西省太谷区选育地的丹霞果实适宜采收期在10月上中旬。